# 2020 a sportban
A 2020-as év fontosabb sporteseményeit tartalmazza.

## Események

### Január
| Dátum                                | Sportág                    | Esemény                                             | Helyszín                                    |
| ------------------------------------ | -------------------------- | --------------------------------------------------- | ------------------------------------------- |
| 2019. december 13. – 2020. január 1. | darts                      | 2020-as PDC-dartsvilágbajnokság                     | Alexandra Palace, London, Anglia            |
| január 1.                            | jégkorong                  | 2020-as NHL Winter Classic                          | Dallas, Texas, Amerikai Egyesült Államok    |
| 2019. december 26. – 2020. január 2. | jégkorong                  | 2020-as IIHF U18-as női jégkorong-világbajnokság    | Pozsony, Szlovákia                          |
| január 4–12.                         | darts                      | 2020-as BDO-dartsvilágbajnokság                     | London, Egyesült Királyság                  |
| 2019. december 26. – 2020. január 5. | jégkorong                  | 2020-as U20-as jégkorong-világbajnokság             | Ostrava, Třinec, Csehország                 |
| január 5–17.                         | tereprali                  | 2020-as Dakar-rali                                  | Szaúd-Arábia                                |
| január 5–24.                         | sakk                       | 2020-as női sakkvilágbajnokság                      | Sanghaj, Kína; Vlagyivosztok, Oroszország   |
| január 9–22.                         | Ifjúsági olimpia           | 2020. évi téli ifjúsági olimpiai játékok            | Lausanne, Svájc                             |
| január 9–26.                         | kézilabda                  | 2020-as férfi kézilabda-Európa-bajnokság            | , Ausztria , Norvégia , Svédország          |
| január 10–12.                        | gyorskorcsolya             | 2020-as gyorskorcsolya-Európa-bajnokság             | Heerenveen, Hollandia                       |
| január 12–20.                        | snooker                    | 2020-as Masters                                     | Alexandra Palace, London, Anglia            |
| január 12–20.                        | vízilabda                  | 2020-as férfi és női vízilabda-Európa-bajnokság     | Budapest, Magyarország                      |
| január 20–február 2.                 | tenisz                     | 2020-as Australian Open                             | Melbourne, Ausztrália                       |
| január 20–26.                        | műkorcsolya                | 2020-as műkorcsolya- és jégtánc-Európa-bajnokság    | Graz, Ausztria                              |
| január 22–26.                        | snooker                    | 2020-as European Masters                            | Dornbirn, Ausztria                          |
| január 24–26.                        | rövidpályás gyorskorcsolya | 2020-as rövidpályás gyorskorcsolya-Európa-bajnokság | Debrecen, Magyarország                      |
| január 26.                           | amerikai futball           | 2020-as Pro Bowl                                    | Orlando, Florida, Amerikai Egyesült Államok |
| január 19.–február 2.                | snooker                    | 2020-as German Masters                              | Tempodrom, Berlin, Németország              |

### Február
| Dátum                 | Sportág          | Esemény                                          | Helyszín                                                                          |
| --------------------- | ---------------- | ------------------------------------------------ | --------------------------------------------------------------------------------- |
| február 2.            | amerikai futball | Super Bowl LIV                                   | Miami, USA                                                                        |
| február 3–9.          | snooker          | 2020-as World Grand Prix                         | Cheltenham Racecourse, Cheltenham, Anglia                                         |
| február 12–23.        | biatlon          | 2020-as sílövő-világbajnokság                    | Antholz-Anterselva, Olaszország                                                   |
| február 13–16.        | gyorskorcsolya   | 2020-as távonkénti gyorskorcsolya-világbajnokság | Salt Lake City, USA                                                               |
| február 17.           | NASCAR           | 2020-as Daytona 500                              | Daytona International Speedway, Daytona Beach, Florida, Amerikai Egyesült Államok |
| február 21–március 1. | szkeleton        | 2020-as szkeleton-világbajnokság                 | Altenberg, Németország                                                            |
| február 23.           | NASCAR           | 2020-as Pennzoil 400                             | Las Vegas Motor Speedway, Las Vegas, Nevada, Amerikai Egyesült Államok            |
| február 23–március 3. | sportlövészet    | 2020-as 10 méteres sportlövő-Európa-bajnokság    | Wrocław, Lengyelország                                                            |
| február 26–március 1. | kerékpár         | 2020-as pályakerékpáros-világbajnokság           | Berlin, Németország                                                               |
| február 28–március 1. | gyorskorcsolya   | 2020-as gyorskorcsolya-világbajnokság            | Hamar, Norvégia                                                                   |

### Március
| Dátum                  | Sportág                    | Esemény                                                                 | Helyszín                                                           |
| ---------------------- | -------------------------- | ----------------------------------------------------------------------- | ------------------------------------------------------------------ |
| március 1.             | NASCAR                     | 2020-as Auto Club 400                                                   | Auto Club Speedway, Fontana, Kalifornia, Amerikai Egyesült Államok |
| március 8.             | NASCAR                     | 2020-as FanShield 500                                                   | Phoenix Raceway, Avondale, Arizona, Amerikai Egyesült Államok      |
| március 13–15. → 2023  | atlétika                   | Elhalasztva / 2020-as fedett pályás atlétikai világbajnokság            | Nanking, Kína                                                      |
| március 13–15.         | rövidpályás gyorskorcsolya | Elhalasztva / 2020-as rövidpályás gyorskorcsolya-világbajnokság         | Szöul, Dél-Korea                                                   |
| március 14–22.         | curling                    | Elmaradt / 2020-as női curling-világbajnokság                           | Prince George, Kanada                                              |
| március 15.            | Formula–1                  | Elmaradt / 2020-as Formula–1 ausztrál nagydíj                           | Melbourne, Ausztrália                                              |
| március 15–április 5.  | sakk                       | Felfüggesztve / 2021-es sakkvilágbajnokság világbajnokjelöltek versenye | Jekatyerinburg, Oroszország                                        |
| március 16–22.         | műkorcsolya                | Elmaradt / 2020-as műkorcsolya- és jégtánc-világbajnokság               | Montréal, Kanada                                                   |
| március 19–23.         | síugrás                    | Elmaradt / 2020-as sírepülő-világbajnokság                              | Planica, Szlovénia                                                 |
| március 22–29.         | asztalitenisz              | Elhalasztva / 2020-as csapat asztalitenisz-világbajnokság               | Puszan, Dél-Korea                                                  |
| március 25–29.         | karate                     | Elmaradt / 2020-as karate-Európa-bajnokság                              | Baku, Azerbajdzsán                                                 |
| március 28–április 5.  | curling                    | Elmaradt / 2020-as férfi curling-világbajnokság                         | Glasgow, Skócia                                                    |
| március 31–április 10. | jégkorong                  | Elhalasztva 2021-re / 2020-as női jégkorong-világbajnokság              | Halifax, Truro, Kanada                                             |

### Április
| Dátum                           | Sportág           | Esemény                                                                                                 | Helyszín                                      |
| ------------------------------- | ----------------- | --- | --------------------------------------------- |
| április 2–12.→ új:június 13–21. | súlyemelés        | Elhalasztva /2020-as súlyemelő-Európa-bajnokság                                                         | Moszkva, Oroszország                          |
| április 3–4.                    | szinkronkorcsolya | Elmarad / 2020-as szinkronkorcsolya-világbajnokság                                                      | Lake Placid, USA                              |
| április 5.                      | Formula–1         | Elmarad / 2020-as Formula–1 vietnámi nagydíj                                                            | Hanoi Street Circuit, Hanoi, Vietnám          |
| április 14–19.                  | tenisz            | Elhalasztva, új dátum: 2021. április 13–18. / 2020-as Fed-kupa-finálé (női tenisz csapatvilágbajnokság) | Budapest, Magyarország                        |
| április 19.                     | Formula–1         | Elmarad / 2020-as Formula–1 kínai nagydíj                                                               | Shanghai International Circuit, Sanghaj, Kína |
| április 18–25.                  | curling           | Elmarad / 2020-as vegyes páros curling-világbajnokság                                                   | Kelowna, Kanada                               |
| április 18–május 3.             | Snooker           | Elhalasztva / 2020-as snooker-világbajnokság                                                            | Sheffield, Egyesült Királyság                 |
| április 21–26.                  | Tollaslabda       | Elhalasztva / 2020-as tollaslabda-Európa-bajnokság                                                      | Kijev, Ukrajna                                |
| április 24–30.                  | jégkorong         | Elmarad / 2020-as férfi jégkorong divízió I/A világbajnokság                                            | Ljubljana, Szlovénia                          |
| április 30–május 3.             | Torna             | Elhalasztva / 2020-as női tornász-Európa-bajnokság                                                      | Párizs, Franciaország                         |

### Május
| Dátum              | Sportág              | Esemény                                                     | Helyszín                                                                     |
| ------------------ | -------------------- | ----------------------------------------------------------- | ---------------------------------------------------------------------------- |
| május 1–3.         | Cselgáncs            | Elhalasztva / 2020-as cselgács-Európa-bajnokság             | Prága, Csehország                                                            |
| május 3.           | Formula–1            | Elmarad / 2020-as Formula–1 holland nagydíj                 | Circuit Zandvoort, Zandvoort, Hollandia                                      |
| május 6–20.        | Sportlövészet        | 2020-as koronglövő-Európa-bajnokság                         | Châteauroux, Franciaország                                                   |
| május 7–10.        | Taekwondo            | 2020-as taekwondo-Európa-bajnokság                          | Belgrád, Szerbia                                                             |
| május 7–10.        | Gumiasztal           | Elhalasztva / 2020-as gumiasztal-Európa-bajnokság           | Göteborg, Svédország                                                         |
| május 8–24.        | Jégkorong            | Elmaradt / 2020-as IIHF jégkorong-világbajnokság            | Zürich, Lausanne, Svájc                                                      |
| május 9–31.        | Kerékpár             | Elhalasztva / 2020-as Giro d’Italia                         | Magyarország Olaszország                                                     |
| május 11–24.       | Úszás                | Elhalasztva / 2020-as úszó-Európa-bajnokság                 | Budapest, Magyarország                                                       |
| május 13–17.       | Kerékpár             | Elhalasztva / 2020-as Tour de Hongrie                       | Magyarország                                                                 |
| május 14–17.       | Kerékpár             | 2020-as hegyikerékpáros-Európa-bajnokság                    | Graz, Ausztria                                                               |
| május 15–17.       | Kajak-kenu           | Elhalasztva / 2020-as szlalom kajak-kenu Európa-bajnokság   | Lee Valley, Egyesült Királyság                                               |
| május 17.          | NASCAR               | 2020-as The Real Heroes 400                                 | Darlington Raceway, Darlington, Dél-Karolina, Amerikai Egyesült Államok      |
| május 20.          | NASCAR               | 2020-as Toyota 500                                          | Darlington Raceway, Darlington, Dél-Karolina, Amerikai Egyesült Államok      |
| május 20–26.       | Íjászat              | 2020-as íjász-Európa-bajnokság                              | Antalya, Törökország                                                         |
| május 21–24.       | Ritmikus gimnasztika | Elhalasztva / 2020-as ritmikus gimnasztika-Európa-bajnokság | Kijev, Ukrajna                                                               |
| május 24.          | NASCAR               | 2020-as Coca-Cola 600                                       | Charlotte Motor Speedway, Concord, Észak-Karolina, Amerikai Egyesült Államok |
| május 24.          | Formula–1            | Elmarad / 2020-as Formula–1 monacói nagydíj                 | Circuit de Monaco, Monte-Carlo, Monaco                                       |
| május 24.          | IndyCar Series       | Elhalasztva / 2020-as indianapolisi 500                     | Indianapolis, USA                                                            |
| május 24.          | Labdarúgás           | Elhalasztva / 2020-as UEFA női bajnokok ligája-döntő        | Bécs, Ausztria                                                               |
| május 25–június 7. | Tenisz               | Elhalasztva / 2020-as Roland Garros                         | Párizs, Franciaország                                                        |
| május 27.          | Labdarúgás           | Elhalasztva / 2020-as Európa-liga-döntő                     | Gdańsk, Lengyelország                                                        |
| május 27–31.       | Torna                | Elhalasztva / 2020-as férfi torna-Európa-bajnokság          | Baku, Azerbajdzsán                                                           |
| május 28.          | NASCAR               | 2020-as Alsco Uniforms 500                                  | Charlotte Motor Speedway, Concord, Észak-Karolina, Amerikai Egyesült Államok |
| május 30.          | Labdarúgás           | Elhalasztva / 2020-as UEFA-bajnokok ligája-döntő            | Isztambul, Törökország                                                       |
| május 31.          | NASCAR               | 2020-as Supermarket Heroes 500                              | Bristol Motor Speedway, Bristol, Tennessee, Amerikai Egyesült Államok        |

### Június
| Dátum                 | Sportág    | Esemény                                                  | Helyszín |
| --------------------- | ---------- | -------------------------------------------------------- | --- |
| június 7.             | NASCAR     | 2020-as Folds of Honor QuikTrip 500                      | Atlanta Motor Speedway, Hampton, Georgia, Amerikai Egyesült Államok                                                                                 |
| június 7.             | Formula–1  | Elmaradt / 2020-as Formula–1 azeri nagydíj               | Baku City Circuit, Baku, Azerbajdzsán |
| június 10.            | NASCAR     | 2020-as Blue-Emu Maximum Pain Relief 500                 | Martinsville Speedway, Ridgeway, Virginia, Amerikai Egyesült Államok                                                                                |
| június 12.–július 12. | labdarúgás | Elhalasztva 2021-re / 2020-as labdarúgó-Európa-bajnokság | Európa-szerte 12 város rendezi London-döntő helyszíne München Baku Szentpétervár Róma Koppenhága Bukarest Amszterdam Dublin Bilbao Budapest Glasgow |
| június 12.–július 12. | labdarúgás | Elhalasztva 2021-re / 2020-as Copa América               | Avellaneda Córdoba Mendoza Buenos Aires Santiago del Estero Barranquilla Medellín Bogotá Cali                                                       |
| június 14.            | NASCAR     | 2020-as Dixie Vodka 400                                  | Homestead–Miami Speedway, Homestead, Florida, Amerikai Egyesült Államok                                                                             |
| június 14.            | Formula–1  | Elmaradt / 2020-as Formula–1 kanadai nagydíj             | Circuit Gilles Villeneuve, Montréal, Kanada |
| június 22.            | NASCAR     | 2020-as GEICO 500                                        | Talladega Superspeedway, Lincoln, Alabama, Amerikai Egyesült Államok                                                                                |
| június 28.            | Formula–1  | Elmaradt / 2020-as Formula–1 francia nagydíj             | Circuit Paul Ricard, Le Castellet, Franciaország |
| június 27.            | NASCAR     | 2020-as Pocono Organics 325                              | Pocono Raceway, Long Pond, Pennsylvania, Amerikai Egyesült Államok                                                                                  |
| június 28.            | NASCAR     | 2020-as Pocono 350                                       | Pocono Raceway, Long Pond, Pennsylvania, Amerikai Egyesült Államok                                                                                  |
| június 29.–július 12. | tenisz     | Elhalasztva / 2020-as wimbledoni teniszbajnokság         | London |

### Július
| Dátum                   | Sportág       | Esemény                                                    | Helyszín                                                                       |
| ----------------------- | ------------- | ---------------------------------------------------------- | ------------------------------------------------------------------------------ |
| július 5.               | NASCAR        | 2020-as Brickyard 400                                      | Indianapolis Motor Speedway, Speedway, Indianapolis, Amerikai Egyesült Államok |
| július 5.               | Formula–1     | 2020-as Formula–1 osztrák nagydíj                          | Red Bull Ring, Spielberg, Ausztria                                             |
| július 10–12.           | Kajak-kenu    | Elhalasztva / 2020-as gyorsasági kajak-kenu világbajnokság | Szeged, Magyarország                                                           |
| július 12.              | NASCAR        | 2020-as Quaker State 400                                   | Kentucky Speedway, Sparta, Kentucky, Amerikai Egyesült Államok                 |
| július 12.              | Formula–1     | 2020-as Formula–1 stájer nagydíj                           | Red Bull Ring, Spielberg, Ausztria                                             |
| július 15.              | NASCAR        | 2020-as NASCAR All-Star Race                               | Bristol Motor Speedway, Bristol, Tennessee, Amerikai Egyesült Államok          |
| július 19.              | NASCAR        | 2020-as O’Reilly Auto Parts 500                            | Texas Motor Speedway, Fort Worth, Texas, Amerikai Egyesült Államok             |
| július 19.              | Formula–1     | 2020-as Formula–1 magyar nagydíj                           | Hungaroring, Mogyoród, Magyarország                                            |
| július 23.              | NASCAR        | 2020-as Super Start Batteries 400                          | Kansas Speedway, Kansas City, Kansas, Amerikai Egyesült Államok                |
| július 24.–augusztus 9. | nyári olimpia | Elhalasztva / XXXII. nyári olimpiai játékok                | Tokió, Japán                                                                   |

### Augusztus
| Dátum                       | Sportág   | Esemény                                   | Helyszín                                                                          |
| --------------------------- | --------- | ----------------------------------------- | --------------------------------------------------------------------------------- |
| augusztus 2.                | NASCAR    | 2020-as Foxwoods Resort Casino 301        | New Hampshire Motor Speedway, Loudon, New Hampshire, Amerikai Egyesült Államok    |
| augusztus 2.                | Formula–1 | 2020-as Formula–1 brit nagydíj            | Silverstone Circuit, Silverstone, Nagy-Britannia                                  |
| augusztus 5–17.             | sakk      | Elhalasztva 2021-re / 2020-as sakkolimpia | Moszkva, Oroszország                                                              |
| augusztus 8.                | NASCAR    | 2020-as FireKeepers Casino 400            | Michigan International Speedway, Brooklyn, Michigan, Amerikai Egyesült Államok    |
| augusztus 9.                | NASCAR    | 2020-as Consumers Energy 400              | Michigan International Speedway, Brooklyn, Michigan, Amerikai Egyesült Államok    |
| augusztus 9.                | Formula–1 | 2020-as Formula–1 70. évforduló nagydíj   | Silverstone Circuit, Silverstone, Nagy-Britannia                                  |
| augusztus 16.               | NASCAR    | 2020-as Go Bowling 235                    | Daytona International Speedway, Daytona Beach, Florida, Amerikai Egyesült Államok |
| augusztus 16.               | Formula–1 | 2020-as Formula–1 spanyol nagydíj         | Circuit de Barcelona-Catalunya, Barcelona, Spanyolország                          |
| augusztus 22.               | NASCAR    | 2020-as Drydene 311 (szombat)             | Dover International Speedway, Dover, Delaware, Amerikai Egyesült Államok          |
| augusztus 23.               | NASCAR    | 2020-as Drydene 311 (vasárnap)            | Dover International Speedway, Dover, Delaware, Amerikai Egyesült Államok          |
| augusztus 29.               | NASCAR    | 2020-as Coke Zero Sugar 400               | Daytona International Speedway, Daytona Beach, Florida, Amerikai Egyesült Államok |
| augusztus 30.               | Formula–1 | 2020-as Formula–1 belga nagydíj           | Circuit de Spa-Francorchamps, Stavelot, Belgium                                   |
| augusztus 31–szeptember 13. | tenisz    | 2020-as US Open (tenisz)                  | New York, Amerikai Egyesült Államok                                               |

### Szeptember
| Dátum                     | Sportág   | Esemény                                         | Helyszín                                                                 |
| ------------------------- | --------- | ----------------------------------------------- | ------------------------------------------------------------------------ |
| szeptember 6.             | Formula–1 | 2020-as Formula–1 olasz nagydíj                 | Autodromo Nazionale di Monza, Monza, Olaszország                         |
| szeptember 6.             | NASCAR    | 2020-as Cook Out Southern 500                   | Darlington Raceway, Darlington, Dél-Karolina, Amerikai Egyesült Államok  |
| szeptember 12.            | NASCAR    | 2020-as Federated Auto Parts 400                | Richmond Raceway, Richmond, Virginia, Amerikai Egyesült Államok          |
| szeptember 13.            | Formula–1 | 2020-as Formula–1 toszkán nagydíj               | Autodromo Internazionale del Mugello, Scarperia e San Piero, Olaszország |
| szeptember 13–október 30. | snooker   | 2020-as Championship League                     | Stadium MK, Milton Keynes, Anglia                                        |
| szeptember 19.            | NASCAR    | 2020-as Bass Pro Shops NRA Night Race           | Bristol Motor Speedway, Bristol, Tennessee, Amerikai Egyesült Államok    |
| szeptember 20.            | Formula–1 | Elmaradt / 2020-as Formula–1 szingapúri nagydíj | Singapore Street Circuit, Szingapúr                                      |
| szeptember 21–27.         | snooker   | 2020-as European Masters                        | Marshall Arena, Milton Keynes, Anglia                                    |
| szeptember 27.            | Formula–1 | 2020-as Formula–1 orosz nagydíj                 | Sochi Autodrom, Szocsi, Oroszország                                      |
| szeptember 27.            | NASCAR    | 2020-as South Point 400                         | Las Vegas Motor Speedway, Las Vegas, Nevada, Amerikai Egyesült Államok   |
| szeptember 27–október 11. | tenisz    | 2020-as Roland Garros                           | Párizs, Franciaország                                                    |

### Október
| Dátum          | Sportág   | Esemény                                       | Helyszín                                                                     |
| -------------- | --------- | --------------------------------------------- | ---------------------------------------------------------------------------- |
| október 4.     | Atlétika  | 2020-as londoni maraton                       | London, Egyesült Királyság                                                   |
| október 4.     | NASCAR    | 2020-as YellaWood 500                         | Talladega Superspeedway, Lincoln, Alabama, Amerikai Egyesült Államok         |
| október 11.    | Formula–1 | 2020-as Formula–1 Eifel nagydíj               | Nürburgring, Nürburg, Németország                                            |
| október 11.    | Formula–1 | Elmaradt / 2020-as Formula–1 japán nagydíj    | Suzuka Circuit, Szuzuka, Japán                                               |
| október 11.    | NASCAR    | 2020-as Bank of America Roval 400             | Charlotte Motor Speedway, Concord, Észak-Karolina, Amerikai Egyesült Államok |
| október 12–18. | Snooker   | 2020-as English Open                          | Marshall Arena, Milton Keynes, Anglia                                        |
| október 18.    | NASCAR    | 2020-as Hollywood Casino 400                  | Kansas Speedway, Kansas, Kansas, Amerikai Egyesült Államok                   |
| október 25.    | Formula–1 | Elmaradt / 2020-as Formula–1 amerikai nagydíj | Circuit of the Americas, Austin, Amerikai Egyesült Államok                   |
| október 25.    | NASCAR    | 2020-as Autotrader EchoPark Automotive 500    | Texas Motor Speedway, Fort Worth, Texas, Amerikai Egyesült Államok           |
| október 25.    | Formula–1 | 2020-as Formula–1 portugál nagydíj            | Algarve International Circuit, Portimão, Portugália                          |

### November
| Dátum                   | Sportág   | Esemény                                      | Helyszín                                                             |
| ----------------------- | --------- | -------------------------------------------- | -------------------------------------------------------------------- |
| november 1.             | Formula–1 | Elmaradt / 2020-as Formula–1 mexikói nagydíj | Autódromo Hermanos Rodríguez, Mexikóváros, Mexikó                    |
| november 1.             | Formula–1 | 2020-as Formula–1 emilia-romagnai nagydíj    | Autodromo Enzo e Dino Ferrari, Imola, Olaszország                    |
| november 1.             | NASCAR    | 2020-as Xfinity 500                          | Martinsville Speedway, Ridgeway, Virginia, Amerikai Egyesült Államok |
| november 2–8.           | snooker   | 2020-as Champion of Champions                | Marshall Arena, Milton Keynes, Anglia                                |
| november 8.             | NASCAR    | 2020-as Season Finale 500                    | Phoenix Raceway, Avondale, Arizona, Amerikai Egyesült Államok        |
| november 16–22.         | snooker   | 2020-as Northern Ireland Open                | Marshall Arena, Milton Keynes, Anglia                                |
| november 23–december 6. | snooker   | 2020-as UK Championship                      | Marshall Arena, Milton Keynes, Anglia                                |
| november 15.            | Formula–1 | Elmaradt / 2020-as Formula–1 brazil nagydíj  | Autódromo José Carlos Pace, São Paulo, Brazília                      |
| november 15.            | Formula–1 | 2020-as Formula–1 török nagydíj              | Isztambul Park, Isztambul, Törökország                               |
| november 29.            | Formula–1 | 2020-as Formula–1 bahreini nagydíj           | Bahrain International Circuit, Szahír, Bahrein                       |

### December
| Dátum           | Sportág   | Esemény                                  | Helyszín                                               |
| --------------- | --------- | ---------------------------------------- | ------------------------------------------------------ |
| december 6.     | Formula–1 | 2020-as Formula–1 szahír nagydíj         | Bahrain International Circuit, Szahír, Bahrein         |
| december 7–13.  | snooker   | 2020-as Scottish Open                    | Marshall Arena, Milton Keynes, Anglia                  |
| december 8–12.  | úszás     | 2020-as magyar úszóbajnokság             | Kaposvár, Magyarország                                 |
| december 9–13.  | torna     | 2020-as férfi szertorna-Európa-bajnokság | Mersin, Törökország                                    |
| december 13.    | Formula–1 | 2020-as Formula–1 abu-dzabi nagydíj      | Yas Marina Circuit, Abu-Dzabi, Egyesült Arab Emírségek |
| december 14–20. | snooker   | 2020-as World Grand Prix                 | Marshall Arena, Milton Keynes, Anglia                  |
| december 17–20. | torna     | 2020-as női szertorna-Európa-bajnokság   | Mersin, Törökország                                    |

## Halálozások

### Január
| Halálozás  | Név                       | Nemzetiség, sportág, eredmények | Születés       |
| ---------- | ------------------------- | --- | -------------- |
| január 1.  | Chris Barker              | angol labdarúgó | 1980           |
| január 1.  | Marius Bruat              | francia válogatott labdarúgó | 1930           |
| január 1.  | Günter Brümmer            | világbajnoki ezüstérmes német kajakos | 1933           |
| január 1.  | Carlos De León            | cirkálósúlyú világbajnok puerto ricói ökölvívó                                                                                           | 1959           |
| január 1.  | Doug Hart                 | Super Bowl-győztes amerikai amerikaifutball-játékos                                                                                      | 1939           |
| január 1.  | Les Josephson             | amerikai amerikaifutball-játékos | 1942           |
| január 1.  | Don Larsen                | World Series bajnok amerikai baseballjátékos                                                                                             | 1929           |
| január 1.  | Bengt Levin               | világbajnoki ezüstérmes svéd tájfutó | 1958           |
| január 1.  | Olekszandr Manacsinszkij  | ukrán úszó, olimpikon | 1958           |
| január 1.  | Jim Mannig                | amerikai baseballjátékos | 1943           |
| január 1.  | Barry McDonald            | ausztrál válogatott rögbijátékos | 1940           |
| január 1.  | Roland Minson             | amerikai kosárlabdázó, edző | 1929           |
| január 1.  | Jimmy Moran               | skót labdarúgó | 1935           |
| január 1.  | Peter Neumann             | Grey-kupa-győztes kanadai kanadaifutball-játékos, Canadian Football Hall of Fame-tag                                                     | 1931           |
| január 1.  | David Stern               | amerikai ügyvéd, üzletember, az NBA-elnöke, Naismith Memorial Basketball Hall of Fame és FIBA Hall of Fame-tag                           | 1942           |
| január 2.  | Michel Celaya             | francia válogatott rögbijátékos | 1930           |
| január 2.  | Bill Graham               | Grey-kupa-győztes kanadai kanadaifutball-játékos                                                                                         | 1935           |
| január 2.  | Terry Gray                | Memorial-kupa-győztes kanadai jégkorongozó                                                                                               | 1938           |
| január 2.  | Gale McArthur             | amerikai egyetemi kosárlabdázó | 1929           |
| január 2.  | Roman Moncsenko           | olimpiai bronzérmes orosz evezős | 1964           |
| január 2.  | Jacques Renaud            | francia országúti-kerékpáros | 1923           |
| január 2.  | Sam Wyche                 | amerikai amerikaifutball-játékos, Super Bowl-győztes edző                                                                                | 1945           |
| január 3.  | Pete Brewster             | amerikai amerikaifutball-játékos, Super Bowl-győztes edző                                                                                | 1930           |
| január 3.  | Nathaël Julan             | francia labdarúgó | 1996           |
| január 3.  | Harvey Reti               | kanadai ökölvívó, olimpikon | 1937           |
| január 4.  | Herbert Binkert           | Saar-vidéki válogatott német labdarúgó, csatár, edző                                                                                     | 1923           |
| január 4.  | Emilio Giletti            | olasz autóversenyző | 1929           |
| január 4.  | William Hobbs             | olimpiai ezüstérmes amerikai evezős | 1949           |
| január 4.  | Walter Ormeño             | perui válogatott labdarúgó, kapus, edző                                                                                                  | 1926           |
| január 5.  | Rubén Almanza             | mexikói válogatott kosárlabdázó, olimpikon                                                                                               | 1929           |
| január 5.  | Danny Masterton           | skót labdarúgó | 1954           |
| január 5.  | John Migneault            | kanadai jégkorongozó | 1949           |
| január 5.  | Charles Oguk              | kenyai válogatott gyeplabdázó, olimpikon                                                                                                 | 1964           |
| január 5.  | Hans Tilkowski            | KEK-győztes és világbajnoki ezüstérmes nyugatnémet válogatott német labdarúgó, kapus, edző                                               | 1935           |
| január 6.  | Bernt Andersson           | svéd labdarúgó, edző | 1933           |
| január 6.  | Ray Byrom                 | angol labdarúgó | 1935           |
| január 6.  | Luís Morais               | brazil válogatott labdarúgókapus | 1930           |
| január 6.  | Ivan Salaj                | szerb kosárlabdázó | 1961           |
| január 6.  | Alejandro Trujillo        | chilei válogatott labdarúgó | 1952           |
| január 7.  | André Abadie              | francia válogatott rögbijátékos | 1934           |
| január 7.  | Zijad Arslanagić          | jugoszláv válogatott bosnyák labdarúgó                                                                                                   | 1936           |
| január 7.  | Hamísz el-Ovejrán         | Ázsia-kupa-győztes szaúd-arábiai válogatott labdarúgó                                                                                    | 1973           |
| január 7.  | Jaime Monzó               | Európa-bajnoki ezüstérmes spanyol úszó, olimpikon                                                                                        | 1946           |
| január 7.  | George Perles             | amerikai amerikaifutball-játékos, Super Bowl-győztes edző                                                                                | 1934           |
| január 8.  | Pat Dalton                | ausztrál ausztrálfutball-játékos | 1942           |
| január 9.  | Karel Saitl               | csehszlovák-cseh súlyemelő, olimpikon | 1924           |
| január 9.  | Bergljot Sandvik-Johansen | norvég tornász, olimpikon | 1922           |
| január 9.  | Jimmy Shields             | északír válogatott labdarúgó | 2020           |
| január 9.  | Hal Smith                 | World Series bajnok amerikai baseballjátékos                                                                                             | 1930           |
| január 9.  | Iñaki Vicente             | Fülöp-szigeteki válogatott labdarúgó | 1955           |
| január 10. | Finta Erzsébet            | magyar sakkozó, női mester, magyar bajnok                                                                                                | 1936           |
| január 10. | Bud Fowler                | Grey-kupa-győztes kanadai kanadaifutball-játékos                                                                                         | 1925 vagy 1926 |
| január 10. | Brian James               | ausztrál válogatott rögbijátékos | 1943           |
| január 10. | Guido Messina             | olimpiai és világbajnok olasz kerékpáros                                                                                                 | 1931           |
| január 10. | Petko Petkov              | bolgár válogatott labdarúgó, csatár | 1946           |
| január 10. | Jean-Pierre Souche        | Európa-bajnoki bronzérmes francia evezős, olimpikon                                                                                      | 1927           |
| január 10. | Ed Sprague                | amerikai baseballjátékos | 1945           |
| január 11. | Tom Belsø                 | dán autóversenyző, Formula–1-es pilóta                                                                                                   | 1942           |
| január 11. | Manfred Moore             | amerikai amerikaifutball-játékos és rögbijátékos                                                                                         | 1950           |
| január 11. | Valdir Joaquim de Moraes  | brazil válogatott labdarúgó, edző | 1931           |
| január 12. | Carlo Azzini              | olasz versenykerékpáros | 1935           |
| január 12. | Jackie Brown              | brit és Nemzetközösségi Játékok bajnok skót ökölvívó                                                                                     | 1935           |
| január 12. | Brian Clifton             | angol labdarúgó | 1934           |
| január 12. | Paulo Gonçalves           | portugál motorversenyző | 1979           |
| január 12. | Frank Nervik              | norvég válogatott labdarúgó | 1934           |
| január 12. | Dick Schnittker           | NBA-bajnok amerikai kosárlabdázó | 1928           |
| január 13. | Carlos Girón              | olimpiai ezüstérmes, pánamerikai játékok bajnok mexikói műugró, International Swimming Hall of Fame-tag                                  | 1954           |
| január 13. | Sophie Kratzer            | német válogatott női jégkorongozó, olimpikon                                                                                             | 1989           |
| január 13. | Maurice Moucheraud        | olimpiai bajnok francia kerékpáros | 1933           |
| január 14. | José Calle                | francia válogatott rögbijátékos | 1945           |
| január 14. | Carl McNulty              | amerikai kosárlabdázó | 1930           |
| január 14. | Jerry Norton              | amerikai amerikaifuball-játékos | 1931           |
| január 15. | Bobby Brown               | skót válogatott labdarúgó, kapus, edző, Scottish Football Hall of Fame-tag                                                               | 1923           |
| január 15. | Mark Harris               | ausztrál válogatott rögbijátékos | 1947           |
| január 15. | Rocky Johnson             | kanadai profi pankrátor, WWE Hall of Fame-tag                                                                                            | 1944           |
| január 15. | Rocky Rosema              | amerikai amerikaifutball-játékos | 1946           |
| január 15. | Victor Salvemini          | ausztrál kerekesszékes atléta, paralimpikon                                                                                              | 1946           |
| január 15. | Milovan Stepandić         | / jugoszláv-szerb kosárlabda edző | 1954           |
| január 15. | Saša Tešić                | / jugoszláv-szerb labdarúgó | 1969           |
| január 15. | Michael Wheeler           | olimpiai bronzérmes brit rövidtávfutó | 1935           |
| január 16. | Bernard Grosfilley        | francia alpesi síelő | 1949           |
| január 16. | Efraín Sánchez            | kolumbiai válogatott labdarúgó, edző | 1926           |
| január 16. | Gene Schwinger            | amerikai kosárlabdázó | 1932           |
| január 17. | Pietro Anastasi           | Európa-bajnok olasz válogatott labdarúgó                                                                                                 | 1948           |
| január 17. | Bobby Kay                 | kanadai profi pankrátor | 1950           |
| január 17. | Bapu Nadkarni             | indiai válogatott krikettjátékos | 1933           |
| január 17. | Roger Schneider           | svájci gyorskorcsolyázó, olimpikon | 1983           |
| január 17. | Takagi Morimicsi          | japán baseballjátékos, edző és menedzser, Japán Baseball Hírességek Csarnoka tag                                                         | 1941           |
| január 17. | Rhona Wurtele             | kanadai alpesi síelő, olimpikon, US Ski and Snowboard Hall of Fame and Museum és Canadian Ski Hall of Fame-tag                           | 1922           |
| január 18. | Mario Bergamaschi         | olasz válogatott labdarúgó | 1929           |
| január 18. | William C. Davis          | amerikai amerikaifutball-játékos, edző                                                                                                   | 1938           |
| január 18. | Steve Gillespie           | kanadai profi pankrátor | 1963           |
| január 18. | Norm Hill                 | Grey-kupa-győztes kanadai kanadaifutball-játékos                                                                                         | 1928           |
| január 18. | Bubby Jones               | amerikai autóversenyző, National Sprint Car Hall of Fame & Museum tag                                                                    | 1941           |
| január 18. | Peter Mathebula           | WBA-világbajnok dél-afrikai ökölvívó | 1952           |
| január 19. | Kazım Ayvaz               | olimpiai és világbajnok török bírkózó | 2020           |
| január 19. | Pat Evans                 | brit tornásznő, olimpikon | 1926           |
| január 19. | John Gibson               | kanadai jégkorongozó | 1959           |
| január 19. | Man Sood                  | indiai krikettjátékos | 1939           |
| január 19. | Danny Talbott             | amerikai amerikaifutball-játékos | 1944           |
| január 20. | Franck Delhem             | belga tőrvívó, olimpikon | 1936           |
| január 20. | Jay Hankins               | amerikai baseballjátékos | 1935           |
| január 20. | Ulf Norrman               | svéd vitorlázó, olimpikon | 1935           |
| január 20. | Mick Vinter               | angol labdarúgó | 1954           |
| január 21. | Larry Amar                | pánamerikai játékok bronzérmes amerikai gyeplabdajátékos, olimpikon                                                                      | 1972           |
| január 21. | Hank Burnine              | NFL-bajnok amerikai amerikaifutball-játékos                                                                                              | 1932           |
| január 21. | Zlatko Mesić              | horvát labdarúgó | 1946           |
| január 21. | Gerry Priestley           | angol labdarúgó | 1931           |
| január 21. | Theodor Wagner            | világbajnoki bronzérmes osztrák válogatott labdarúgó, olimpikon                                                                          | 1927           |
| január 21. | De’Runnya Wilson          | amerikai kosárlabdázó és amerikaifutball-játékos                                                                                         | 1994           |
| január 21. | Morgan Wootten            | amerikai középiskolai kosárlabdaedző, Naismith Memorial Basketball Hall of Fame-tag                                                      | 1931           |
| január 22. | Hercules Ayala            | puerto ricói pankrátor | 1950           |
| január 22. | Tom Calvin                | amerikai amerikaifutball-játékos | 1926           |
| január 22. | John Kasper               | új-zélandi krikettjátékos és edző | 1946           |
| január 23. | Robert Archibald          | / skót-brit válogatott kosárlabdázó, olimpikon                                                                                           | 1980           |
| január 23. | Tom Daley                 | angol labdarúgó, edző | 1933           |
| január 23. | Frank Froehling           | amerikai teniszező | 1942           |
| január 23. | Alfred Körner             | világbajnoki bronzérmes osztrák válogatott labdarúgó, olimpikon                                                                          | 1926           |
| január 23. | Kalevi Tuominen           | finn kosárlabdázó, kézilabdázó és labdarúgó, kosárlabda edző, olimpikon, a Finn Kosárlabda Hírességek Csarnokának tagja                  | 1927           |
| január 23. | Herbert Voelcker          | amerikai sportlövő, olimpikon | 1930           |
| január 24. | Duje Bonačić              | / olimpiai bajnok jugoszláv-horvát evezős                                                                                                | 1929           |
| január 24. | Gene Corrigan             | amerikai lacrosse játékos és edző, labdarúgóedző, National Lacrosse Hall of Fame and Museum tag                                          | 1928           |
| január 24. | Carl Holm                 | dán válogatott labdarúgó, olimpikon | 1927           |
| január 24. | Kennedy Isles             | Saint Kitts és Nevis válogatott labdarúgó                                                                                                | 1991           |
| január 24. | Horst Meyer               | olimpiai, világ- és Európa-bajnok német evezős                                                                                           | 1941           |
| január 24. | Justice Pain              | amerikai profi pankrátor | 1978           |
| január 24. | Juan José Pizzuti         | Copa América bajnok argentin válogatott labdarúgó, edző                                                                                  | 1927           |
| január 24. | Rob Rensenbrink           | világbajnoki ezüstérmes, Európa-bajnoki bronzérmes, Kupagyőztesek Európa-kupája- és UEFA-szuperkupa-győztes holland válogatott labdarúgó | 1947           |
| január 24. | Edwin Straver             | holland motorversenyző | 1971           |
| január 25. | Otakar Mareček            | olimpiai bronzérmes cseh evezős | 1943           |
| január 25. | Jordan Sinnott            | angol labdarúgó | 1994           |
| január 25. | Garbis Zakaryan           | török ökölvívó | 1930           |
| január 26. | John Altobelli            | amerikai baseballedző | 1963           |
| január 26. | Jos Bernard               | luxemburgi tornász, olimpikon | 1924           |
| január 26. | Kobe Bryant               | olimpiai, Amerika- és NBA-bajnok amerikai válogatott kosárlabdázó, Naismith Memorial Basketball Hall of Fame-tag                         | 1978           |
| január 27. | Ramón Avilés              | World Series bajnok puerto ricói baseballjátékos                                                                                         | 1952           |
| január 27. | Allen Brown               | NFL-bajnok és Super Bowl-győztes amerikai amerikaifutball-játékos                                                                        | 1943           |
| január 27. | Derek Edwards             | Challenge Cup-győztes brit válogatott angol rögbijátékos                                                                                 | 1943           |
| január 27. | Flamarion                 | brazil labdarúgó és edző | 1951           |
| január 27. | Gennaro Olivieri          | olasz labdarúgó és edző | 1942           |
| január 27. | Johnny Ray                | amerikai autóversenyző, NASCAR-pilóta | 1937           |
| január 27. | Michael William Wright    | Grey-kupa-győztes amerikai kanadaifutball-játékos                                                                                        | 1938           |
| január 28. | Chris Doleman             | amerikai amerikaifutball-játékos, Pro Football Hall of Fame-tag                                                                          | 1961           |
| január 28. | Narciso Elvira            | mexikói baseballjátékos | 1967           |
| január 28. | Don Hasenmayer            | amerikai baseballjátékos | 1927           |
| január 28. | Kaló Sándor               | magyar válogatott kézilabdázó, edző, olimpikon                                                                                           | 1944           |
| január 28. | León Mokuna               | kongói labdarúgó, csatár, edző | 1928           |
| január 28. | Mohammad Munaf            | pakisztáni krikettjátékos | 1935           |
| január 29. | Mike Dancis               | / litván születésű, ausztrál válogatott kosárlabdázó, olimpikon                                                                          | 1939           |
| január 29. | Larry Eisenhauer          | amerikai amerikaifutball-játékos | 1940           |
| január 29. | Blagoja Georgijevszki     | / olimpiai és Európa-bajnoki ezüstérmes, Mediterrán Játékot aranyérmes jugoszláv-macedón kosárlabdázó                                    | 1950           |
| január 29. | Irina Laricseva           | / világbajnok szovjet-orosz sportlövő, olimpikon                                                                                         | 1964           |
| január 29. | Eddie Legard              | angol krikettjátékos | 1935           |
| január 30. | John Andretti             | amerikai autóversenyző, IndyCar- és NASCAR-pilóta                                                                                        | 1963           |
| január 30. | Larbi Chebbak             | marokkói válogatott labdarúgó | 1946           |
| január 30. | Nello Fabbri              | olasz országúti-kerékpáros | 1934           |
| január 30. | Terry Fair                | / amerikai-izraeli kosárlabdázó, Georgia Sports Hall of Fame-tag                                                                         | 1960           |
| január 30. | Dale Jasper               | angol labdarúgó | 1964           |
| január 30. | Roland Wlodyka            | amerikai autóversenyző, NASCAR-pilóta | 1938           |
| január 31. | Michel Billière           | francia válogatott rögbijátékos | 1943           |
| január 31. | Johnny Bumphus            | WBA-kisváltósúlyú világbajnok amerikai ökölvívó                                                                                          | 1960           |
| január 31. | Chen Fushou               | indonéziai születésű, kínai tollaslabdázó                                                                                                | 1932           |
| január 31. | Bob Monahan               | amerikai jégkorongozó | 1928           |
| január 31. | Miloslav Penner           | cseh labdarúgó | 1972           |
| január 31. | Gunnar Svensson           | svéd jégkorongozó | 1956           |
| január 31. | César Zabala              | paraguayi válogatott labdarúgó | 1961           |

### Február
| Halálozás   | Név                       | Nemzetiség, sportág, eredmények                                                                        | Születés |
| ----------- | ------------------------- | --- | -------- |
| február 1.  | Danny Ayres               | angol salakmotoros                                                                                     | 1986     |
| február 1.  | Ilie Bărbulescu           | román válogatott labdarúgó, hátvéd                                                                     | 1957     |
| február 1.  | Lev Nyikolajevics Majorov | / azeri-orosz labdarúgó, edző                                                                          | 1969     |
| február 2.  | Peter Aluma               | nigériai válogatott kosárlabdázó                                                                       | 1973     |
| február 2.  | Senaka Angulugaha         | Srí Lankai krikettjátékos                                                                              | 1959     |
| február 2.  | David Lacy-Scott          | angol krikettjátékos                                                                                   | 1920     |
| február 2.  | Ryszard Olszewski         | lengyel válogatott kosárlabdázó, olimpikon                                                             | 1932     |
| február 3.  | Jacques Delelienne        | belga atléta, magasugró, olimpikon                                                                     | 1928     |
| február 3.  | Morris Foster             | ír országútikerékpáros, olimpikon                                                                      | 1936     |
| február 3.  | Vilen Prokofjev           | kazah jégkorongozó                                                                                     | 2001     |
| február 3.  | Josefa Rika               | Fidzsi-szigeteki válogatott kirikettjátékos                                                            | 1987     |
| február 3.  | Aurel Șelaru              | román országútikerékpáros, olimpikon                                                                   | 1935     |
| február 3.  | Jana Vápenková            | csehszlovák válogatott cseh röplabdajátékos, olimpikon                                                 | 1947     |
| február 3.  | Willie Wood               | NFL-bajnok és Super Bowl-győztes amerikai amerikaifutball-játékos, edző, Pro Football Hall of Fame-tag | 1936     |
| február 4.  | Giancarlo Bergamini       | olimpiai és világbajnok olasz tőrvívó                                                                  | 1926     |
| február 4.  | Gil Coan                  | amerikai baseballjátékos                                                                               | 1922     |
| február 4.  | Jean Faggion              | francia sportlövő, olimpikon                                                                           | 1931     |
| február 4.  | Abadi Hadis               | etióp hosszútávfutó, olimpikon                                                                         | 1997     |
| február 4.  | Halgas Tibor              | magyar bajnok magyar labdarúgó                                                                         | 1981     |
| február 4.  | Volodimir Inozemcev       | szovjet-ukrán hármasugró                                                                               | 1955     |
| február 4.  | Laurie Johnson            | barbadosi krikettjátékos                                                                               | 1927     |
| február 4.  | Dick Koecher              | amerikai baseballjátékos                                                                               | 1926     |
| február 4.  | Eugen Pleško              | / jugoszláv-horvát országúti-kerékpáros, olimpikon                                                     | 1948     |
| február 4.  | Benito Sarti              | olasz válogatott labdarúgó                                                                             | 1936     |
| február 4.  | Alekszandr Szkvorcov      | olimpiai és világbajnok szovjet válogatott orosz jégkorongozó                                          | 1954     |
| február 5.  | Carlos Barisio            | argentin labdarúgó                                                                                     | 1951     |
| február 5.  | Ian Cushenan              | Stanley-kupa- és Calder-kupa-győztes kanadai jégkorongozó                                              | 1933     |
| február 6.  | Dick Atha                 | pánamerikai bajnok amerikai válogatott kosárlabdázó                                                    | 1931     |
| február 6.  | Cyril Bardsley            | angol pályakerékpározó                                                                                 | 1931     |
| február 23. | Göröcs János              | olimpiai bronzérmes, magyar bajnok és magyar kupa-győztes magyar válogatott labdarúgó                  | 1939     |

### Március
| Halálozás   | Név                | Nemzetiség, sportág, eredmények                                                 | Születés |
| ----------- | ------------------ | ------------------------------------------------------------------------------- | -------- |
| március 11. | Gyuricza József    | olimpiai bronzérmes és világbajnok magyar vívó, mesteredző                      | 1934     |
| március 18. | Joaquín Peiró      | spanyol válogatott labdarúgó, edző                                              | 1936     |
| március 19. | Benedek Ferenc     | magyar öttusázó, edző                                                           | 1926     |
| március 20. | Vladimír Zábrodský | olimpiai ezüstérmes, világbajnok csehszlovák-cseh jégkorongozó, teniszező, edző | 1923     |

### Április
| Halálozás   | Név                        | Nemzetiség, sportág, eredmények                                          | Születés |
| ----------- | -------------------------- | ------------------------------------------------------------------------ | -------- |
| április 6.  | Radomir Antić              | jugoszláv válogatott szerb labdarúgó, edző                               | 1948     |
| április 8.  | Miguel Jones               | spanyol labdarúgó                                                        | 1938     |
| április 12. | Stirling Moss              | angol autóversenyző, Formula–1-es pilóta                                 | 1929     |
| április 19. | Edmond Baraffe             | francia válogatott labdarúgó, edző                                       | 1942     |
| április 25. | Doug Anakin                | olimpiai bajnok kanadai bobversenyző                                     | 1930     |
| április 27. | Marina Viktorivna Bazanova | / szovjet színekben olimpiai bronzérmes és világbajnok orosz kézilabdázó | 1962     |
| április 28. | Bob Betley                 | amerikai golfozó                                                         | 1940     |
| április 28. | Louis Cardiet              | francia válogatott labdarúgó, hátvéd                                     | 1943     |
| április 28. | Luigi De Rosso             | olasz gyalogló, olimpikon                                                | 1935     |
| április 28. | Eddy Pieters Graafland     | holland válogatott labdarúgó, kapus, edző                                | 1934     |
| április 28. | Fredrik Larsson            | svéd válogatott kézilabdázó                                              | 1984     |
| április 28. | Vajira Ranaweera           | Sri lankai krikettjátékos                                                | 1968     |
| április 28. | Brian Richardson           | ausztrál krikettjátékos                                                  | 1932     |
| április 28. | Michael Robinson           | ír válogatott labdarúgó                                                  | 1958     |
| április 29. | Trevor Cherry              | angol válogatott labdarúgó                                               | 1948     |
| április 29. | Jānis Lūsis                | / szovjet színekben olimpiai és Európa-bajnok lett atléta, gerelyhajító  | 1939     |
| április 30. | Szimacsek Tibor            | magyar labdarúgó, csatár                                                 | 1950     |

### Május
| Halálozás | Név                   | Nemzetiség, sportág, eredmények                                                                                                | Születés       |
| --------- | --------------------- | --- | -------------- |
| május 1.  | Engler Lajos          | / jugoszláv válogatott szerb kosárlabdázó                                                                                      | 1928           |
| május 1.  | Csong Hevon           | Ázsia-bajnoki ezüstérmes dél-koreai válogatott labdarúgó, csatár, edző                                                         | 1959           |
| május 1.  | Matt Keough           | amerikai baseballjátékos | 1955           |
| május 1.  | Benjamín Moreno       | spanyol labdarúgó | 1955           |
| május 1.  | Dolf Niezen           | holland labdarúgó | 1926           |
| május 1.  | Antonyina Rizsova     | / világ- és Európa-bajnok, olimpiai ezüstérmes szovjet válogatott orosz röplabdázó                                             | 1934           |
| május 1.  | Fernando Sandoval     | brazil válogatott vízilabdázó, olimpikon                                                                                       | 1942           |
| május 1.  | Simon Schenk          | svájci politikus, jégkorongedző                                                                                                | 1942           |
| május 1.  | Ryan Wetnight         | amerikai amerikaifutball-játékos                                                                                               | 1970           |
| május 1.  | Jeórjiosz Zaímisz     | olimpiai bajnok görög vitorlázó                                                                                                | 1937           |
| május 2.  | Jim Cross             | amerikai egyetemi jégkorongedző                                                                                                | 1933           |
| május 2.  | John Ogilvie          | skót labdarúgó | 1928           |
| május 2.  | Maret-Mai Otsa        | / világ- és Európa-bajnok szovjet-észt kosárlabdázó                                                                            | 1931           |
| május 2.  | Gennagyij Szolodov    | orosz távgyalogló, olimpikon                                                                                                   | 1934           |
| május 3.  | Pavle Jovanovic       | / világbajnoki bronzérmes amerikai-szerb bobversenyző                                                                          | 1977           |
| május 3.  | Roy Lester            | amerikai egyetemi és középiskolai amerikaifutball-edző                                                                         | 1923           |
| május 3.  | John Ridley           | angol labdarúgó | 1952           |
| május 3.  | Salty Saltwell        | amerikai baseballmenedzser | 1924           |
| május 4.  | Stefan Burkart        | svéd atléta, bobozó, edző, olimpikon                                                                                           | 1957           |
| május 4.  | Marvin Hershkowitz    | amerikai kosárlabdázó, edző | 1931           |
| május 4.  | Don Shula             | NFL-bajnok amerikai amerikaifutball-játékos, Super Bowl-győztes edző, Pro Football Hall of Fame-tag                            | 1931           |
| május 4.  | Alan Sutherland       | új-zélandi válogatott rögbijátékos                                                                                             | 1944           |
| május 4.  | Álvaro Teherán        | kolumbiai kosárlabdázó | 1966           |
| május 4.  | Cedric Xulu           | dél-afrikai labdarúgó | 1931           |
| május 5.  | Johanna Bassani       | ifjúsági olimpiai ezüstérmes osztrák sielő és síugró                                                                           | 2002           |
| május 5.  | Jan Halvarsson        | olimpiai ezüstérmes és világbajnoki bronzérmes svéd sífutó                                                                     | 1942           |
| május 5.  | Diran Manoukian       | francia válogatott gyeplabdázó, olimpikon                                                                                      | 1919           |
| május 6.  | Hamid Bernaoui        | algériai labdarúgó és menedzser                                                                                                | 1937           |
| május 6.  | Paul Doyle            | amerikai baseballjátékos | 1939           |
| május 6.  | Darby McCarthy        | ausztrál zsoké | 1944           |
| május 6.  | Cameron McGlenn       | amerikai arénafutball játékos                                                                                                  | 1988           |
| május 6.  | Paddy Molloy          | ír hurlerjátékos | 1934           |
| május 6.  | Antonio Piraíno       | pánamerikai ezüstérmes chilei díjlovagló, olimpikon                                                                            | 1928           |
| május 6.  | Mary Pratt            | amerikai baseballjátékos | 1918           |
| május 7.  | Steve Blackmore       | walesi válogatott rögbijátékos                                                                                                 | 1962           |
| május 7.  | Brian Bolus           | angol válogatott krikettjátékos                                                                                                | 1934           |
| május 7.  | Abdiwali Olad Kanyare | szomáliai válogatott labdarúgó                                                                                                 | 1980           |
| május 7.  | Carolyn Welch         | amerikai műkorcsolyázó | 1922           |
| május 7.  | Dan Wood              | amerikai labdarúgó, edző, golfozó                                                                                              | 1946           |
| május 8.  | Tomás Carlovich       | argentin labdarúgó, edző | 1946           |
| május 8.  | J. J. Cribbin         | ír gaelic-futball játékos | 1946           |
| május 8.  | James Hill            | új-zélandi evezős, olimpikon                                                                                                   | 1930           |
| május 8.  | Ben Johnson           | amerikai baseballjátékos | 1931           |
| május 8.  | Nancy Morin           | paralimpiai és világbajnok kanadai csörgőlabda játékos                                                                         | 1975           |
| május 9.  | Jan Aling             | holland országúti kerékpáros                                                                                                   | 1949           |
| május 9.  | Robert Bru            | francia rögbiedző | 1931           |
| május 9.  | Georges Domercq       | francia rögbi játékvezető, politikus                                                                                           | 1931           |
| május 9.  | Rich Kreitling        | amerikai amerikai-futballista                                                                                                  | 1936           |
| május 9.  | Pedro Pablo León      | perui válogatott labdarúgó | 1943           |
| május 9.  | Winona Littleheart    | amerikai pankrátor | 1955           |
| május 9.  | Lidia Marchetti       | olasz válogatott kosárlabdázó                                                                                                  | 1940           |
| május 9.  | Johnny McCarthy       | NBA-bajnok amerikai kosárlabdázó, edző                                                                                         | 1934           |
| május 9.  | Sven-Erik Westlin     | svéd súlyemelő, olimpikon | 1934           |
| május 10. | John Teerlinck        | amerikai amerikai-futball játékos, Super Bowl-győztes edző                                                                     | 1951           |
| május 11. | Francisco Aguilar     | spanyol válogatott labdarúgó                                                                                                   | 1949           |
| május 11. | Ewie Cronje           | dél-afrikai kirkettjátékos | 1939           |
| május 11. | Sidney Cross          | brit atléta, hármasugró, olimpikon                                                                                             | 1925           |
| május 11. | William Forsyth       | brit rögbijátékos | 1995           |
| május 11. | Larry Gowell          | amerikai baseballjátékos | 1948           |
| május 11. | Doug McKay            | kanadai jégkorongozó | 1929           |
| május 11. | Petr Nemšovský        | / csehszlovák születésű szlovák atléta, hármasugró                                                                             | 1943           |
| május 11. | Andrea Rinaldi        | olasz labdarúgó | 2000           |
| május 11. | Don Zimmerman         | amerikai amerikaifutball-játékos                                                                                               | 1949           |
| május 12. | David Green           | angol krikettjátékos | 1935           |
| május 12. | Radim Novák           | cseh labdarúgó | 1978           |
| május 12. | Philippe Redon        | francia labdarúgó, edző | 1950           |
| május 12. | Edin Sprečo           | / jugoszláv válogatott bosnyák labdarúgó                                                                                       | 1947           |
| május 13. | Babos Ágnes           | világbajnok magyar válogatott kézilabdázó                                                                                      | 1944           |
| május 13. | Jack Delveaux         | Grey-kupa-győztes amerikai kanadaifutball-játékos                                                                              | 1937           |
| május 13. | Shobushi Kanji        | japán szumóbirkózó | 1991           |
| május 13. | John O’Brien          | ausztrál válogatott vízilabdázó, olimpikon, Water Polo Australia Hall of Fame-tag                                              | 1931           |
| május 13. | Daren Zenner          | kanadai ökölvívó | 1971           |
| május 14. | Tony Coll             | új-zélandi válogatott rögbijátékos és edző                                                                                     | 1949 vagy 1950 |
| május 14. | Ingvar Ericsson       | svéd atléta, középtávfutó, olimpikon                                                                                           | 1927           |
| május 14. | Ladinszky Attila      | magyar labdarúgó | 1949           |
| május 14. | Ray Land              | ausztrál atléta, rövidtávfutó, olimpikon                                                                                       | 1930           |
| május 14. | Ronald Ludington      | olimpiai és világbajnoki bronzérmes amerikai műkorcsolyázó                                                                     | 1934           |
| május 14. | Pepper Rodgers        | amerikai amerikaifutball-játékos és edző                                                                                       | 1931           |
| május 14. | Jim Tucker            | NBA-bajnok amerikai kosárlabdázó                                                                                               | 1932           |
| május 14. | Bob Watson            | amerikai baseballjátékos és World Series bajnok general menedzser                                                              | 1946           |
| május 15. | Paddy Fenning         | ír Gaelic futballjátékos | 1950           |
| május 15. | Ernie Gonzalez        | amerikai golfozó | 1961           |
| május 15. | Bruno Graf            | svájci labdarúgó | 1953           |
| május 15. | Sergio Marchant       | chilei válogatott labdarúgó, olimpikon                                                                                         | 1961           |
| május 15. | Rick Muru             | új-zélandi válogatott rögbijátékos                                                                                             | 1950 vagy 1951 |
| május 15. | Franco Nenci          | olimpiai ezüstérmes olasz ökölvívó                                                                                             | 1935           |
| május 15. | Tom O’Donoghue        | ír hurlerjátékos | 1940           |
| május 15. | Willy Schmidt         | holland labdarúgó | 1926           |
| május 15. | Steve Spray           | amerikai golfozó | 1940           |
| május 16. | Rodger Bird           | amerikai amerikaifutball-játékos                                                                                               | 1943           |
| május 16. | Laurie Craker         | angol labdarúgó és edző | 1953           |
| május 16. | Jacques Crevoisier    | francia labdarúgó és edző | 1947           |
| május 16. | Constantin Radu       | román válogatott labdarúgó | 1945           |
| május 16. | Chuck Sieminski       | amerikai amerikaifutball-játékos                                                                                               | 1939           |
| május 16. | Arthur Summons        | ausztrál rögbijátékos, edző | 1935           |
| május 16. | Szabó László          | magyar motorkerékpár versenyző                                                                                                 | 1934           |
| május 16. | Tony Yates            | amerikai kosárlabdázó, edző | 1937           |
| május 17. | Shad Gaspard          | amerikai profi pankrátor | 1981           |
| május 17. | Cornel Georgescu      | román labdarúgó és edző | 1955           |
| május 17. | Tatjana Lematschko    | / szovjet-svájci női sakknagymester                                                                                            | 1948           |
| május 17. | Ken Retzer            | amerikai baseballjátékos | 1934           |
| május 18. | Massimo Berta         | olasz labdarúgó | 1949           |
| május 18. | Antonio Colomban      | olasz labdarúgó és edző | 1932           |
| május 18. | Marko Elsner          | / olimpiai bronzérmes jugoszláv válogatott szlovén labdarúgó, hátvéd                                                           | 1960           |
| május 18. | Jesse Freitas         | amerikai amerikaifutball-játékos                                                                                               | 1921           |
| május 18. | Fred Wendt            | amerikai egyetemi amerikaifutball-játékos                                                                                      | 1924           |
| május 18. | Ben Williams          | amerikai amerikaifutball-játékos                                                                                               | 1954           |
| május 19. | Ken Burmeister        | amerikai egyetemi kosárlabdaedző                                                                                               | 1947           |
| május 20. | Joe Beauchamp         | amerikai amerikaifutball-játékos                                                                                               | 1944           |
| május 20. | Wolfgang Gunkel       | / olimpiai, világ- és Európa-bajnok NDK-s evezős                                                                               | 1948           |
| május 20. | Margaret Maughan      | paralimpiai bajnok brit úszó, íjász, dartcherys és bowlsozó                                                                    | 1928           |
| május 20. | Trevor Stewart        | ausztrál krikettjátékos | 1940           |
| május 20. | Hector Thompson       | ausztrál ökölvívó, Australian National Boxing Hall of Fame-tag                                                                 | 1949           |
| május 21. | Alekszandr Geraszimov | / olimpiai és U20-as világbajnok szovjet válogatott orosz jégkorongozó                                                         | 1959           |
| május 21. | Maamaloa Lolohea      | tongai súlyemelő, olimpikon | 1968           |
| május 21. | Roberto Moya          | olimpiai bronzérmes és pánamerikai játékok győztes kubai atléta, diszkoszvető                                                  | 1965           |
| május 21. | John Murphy           | ír gaelic futballjátékos, edző, menedzser                                                                                      | 1948           |
| május 21. | Héctor Ochoa          | argentin válogatott labdarúgó, olimpikon                                                                                       | 1942           |
| május 21. | Jörg Ohm              | / keletnémet lábdarúgó | 1944           |
| május 21. | Gerhard Strack        | nyugatnémet válogatott német labdarúgó, hátvéd                                                                                 | 1955           |
| május 22. | Lior Birkan           | izraeli úszónő | 1963           |
| május 22. | Ashley Cooper         | Australian Open, Wimbledon és US Open győztes ausztrál teniszező, International Tennis Hall of Fame-tag                        | 1936           |
| május 22. | José Jacinto Hidalgo  | venezuelai atléta, rövidtávfutó, olimpikon                                                                                     | 1943           |
| május 22. | Jack Klotz            | amerikai amerikaifutball-játékos                                                                                               | 1932           |
| május 22. | Miljan Mrdaković      | szerb válogatott labdarúgó, olimpikon                                                                                          | 1982           |
| május 22. | Peter Schiller        | német válogatott jégkorongozó, olimpikon                                                                                       | 1957           |
| május 22. | Luigi Simoni          | olasz labdarúgó, középpályás, UEFA-kupa-győztes edző                                                                           | 1939           |
| május 22. | Jerry Sloan           | amerikai kosárlabdázó, Naismith Memorial Basketball Hall of Fame-tag edző                                                      | 1942           |
| május 22. | Dave Smith            | amerikai amerikaifutball-játékos                                                                                               | 1947           |
| május 23. | Fabrice Lepaul        | francia labdarúgó | 1976           |
| május 23. | Eddie Sutton          | amerikai egyetemi kosárlabdaedző, Naismith Memorial Basketball Hall of Fame és National Collegiate Basketball Hall of Fame-tag | 1936           |
| május 24. | Carlo Durante         | paralimpiai bajnok olasz maratonfutó                                                                                           | 1946           |
| május 24. | José Roberto Figueroa | hondurasi válogatott labdarúgó                                                                                                 | 1959           |
| május 24. | Biff Pocoroba         | amerikai baseballjátékos | 1953           |
| május 25. | Joseph Bouasse        | kameruni labdarúgó | 1998           |
| május 25. | Marcelino Campanal    | spanyol válogatott labdarúgó                                                                                                   | 1931           |
| május 25. | Jimmy Kirunda         | ugandai válogatott játékos és szövetségi kapitány                                                                              | 1950           |
| május 25. | Marv Luster           | Grey-kupa-győztes amerikai kanadaifutball-játékos, Canadian Football Hall of Fame-tag                                          | 1937           |
| május 25. | Balbir Szingh         | olimpiai bajnok és Ázsia-bajnoki ezüstérmes indiai válogatott gyeplabdázó                                                      | 1924           |
| május 25. | Vadão                 | brazil labdarúgóedző | 1956           |
| május 26. | Mauricio Hanuch       | argentin labdarúgó | 1976           |
| május 26. | Floyd Hillman         | kanadai jégkorongozó | 1933           |
| május 26. | Geoff Kerr            | ausztrál ausztrál futballjátékos                                                                                               | 1925           |
| május 26. | Christian Mbulu       | angol labdarúgó | 1996           |
| május 26. | Glyn Pardoe           | angol bajnok, FA-kupa, angol ligakupa, angol szuperkupa és kupagyőztesek Európa-kupája győztes angol labdarúgó                 | 1946           |
| május 26. | Cliff Pennington      | olimpiai ezüstérmes és Turnbull-kupa-győztes kanadai válogatott jégkorongozó, Manitoba Hockey Hall of Fame-tag                 | 1940           |
| Május 27. | Tony Brown            | angol krikettjátékos | 1936           |
| Május 27. | Wally Gacek           | kanadai jégkorongozó | 1926           |
| Május 27. | Bruno Galliker        | Európa-bajnoki bronzérmes svájci atléta, gátfutó, olimpikon                                                                    | 1931           |
| Május 27. | Liesbeth Migchelsen   | holland bajnok és holland kupa-győztes holland válogatott női labdarúgó                                                        | 1971           |
| Május 27. | Aldo Nardin           | olasz labdarúgó | 1947           |
| Május 27. | Dario Vidošević       | / jugoszláv-horvát evezős, olimpikon                                                                                           | 1968           |
| május 28. | Gustaaf De Smet       | belga kerékpáros, olimpikon | 1935           |
| május 28. | Paul Shrubb           | angol labdarúgó, edző és játékosmegfigyelő                                                                                     | 1955           |
| május 28. | Jaroslav Švach        | cseh labdarúgó | 1973           |
| május 29. | Henry Brault          | francia rövidtávfutó, olimpikon                                                                                                | 1928           |
| május 29. | Delores Brumfield     | amerikai női baseballjátékos                                                                                                   | 1932           |
| május 29. | Curtis Cokes          | világbajnok amerikai ökölvívó, Ökölvívó-hírességek Csarnoka tag                                                                | 1937           |
| május 29. | Hank Mason            | amerikai baseballjátékos | 1931           |
| május 29. | Susie Simcock         | új-zélandi sportvezető, a Squash Világszövetség elnöke                                                                         | 1938           |
| május 29. | Henk Steevens         | holland kerékpáros | 1931           |
| május 29. | Randy Staten          | amerikai amerikaifutball-játékos és politikus                                                                                  | 1944           |
| május 29. | Célio Taveira         | brazil válogatott labdarúgó | 1940           |
| május 29. | Roosevelt Taylor      | NFL-bajnok amerikai amerikaifutball-játékos                                                                                    | 1937           |
| május 30. | Phil Croyle           | amerikai amerikaifutball-játékos                                                                                               | 1949           |
| május 30. | Roger Decock          | Párizs–Nizza és Flandriai körverseny győztes belga országúti kerékpáros                                                        | 1927           |
| május 30. | Bobby Dimond          | ausztrál rögbijátékos | 1930           |
| május 30. | Chick Gillen          | ír ökölvívó | 1933           |
| május 30. | Józef Grzesiak        | olimpiai bronzérmes lengyel ökölvívó                                                                                           | 1941           |
| május 30. | Bob Hammond           | ausztrál ausztrálfutball-játékos, South Australian Football Hall of Fame és Australian Football Hall of Fame-tag               | 1942           |
| május 30. | Bobby Morrow          | olimpiai bajnok amerikai rövidtávfutó                                                                                          | 1935           |
| május 30. | Arnold Umbach         | amerikai baseballjátékos | 1942           |
| május 30. | Wieland Károly        | világbajnok és olimpiai bronzérmes magyar kenus                                                                                | 1934           |
| május 31. | Bob Bennett           | amerikai egyetemi baseballedző, National College Baseball Hall of Fame-tag                                                     | 1933           |
| május 31. | Danny Havoc           | amerikai profi pankrátor | 1986           |
| május 31. | Pedro Kozak           | argentin labdarúgó és edző | 1949           |
| május 31. | Osia Lewis            | amerikai amerikaifutball-játékos, edző                                                                                         | 1962           |
| május 31. | Fabio Lombini         | olasz úszó | 1998           |
| május 31. | Tan Aik Mong          | Ázsia-bajnok maláj tollaslabdázó                                                                                               | 1950           |

### Június
| Halálozás  | Név                                  | Nemzetiség, sportág, eredmények | Születés |
| ---------- | ------------------------------------ | --- | -------- |
| június 2.  | Brad Babcock                         | amerikai egyetemi baseballedző | 1939     |
| június 2.  | John Cuneo                           | olimpiai bajnok ausztrál vitorlázó | 1928     |
| június 2.  | Henadz Mardasz                       | fehérorosz labdarúgó | 1970     |
| június 2.  | Carlo Ubbiali                        | világbajnok olasz motorversenyző | 1929     |
| június 2.  | Wes Unseld                           | pánamerikai játékok győztes, Universiade- és NBA-bajnok amerikai válogatott kosárlabdázó, edző, Naismith Memorial Basketball Hall of Fame-tag és National Collegiate Basketball Hall of Fame-tag | 1946     |
| június 2.  | Vizi Imre                            | magyar nemzetiségű román válogatott kosárlabdázó | 1936     |
| június 3.  | Kausz István                         | olimpiai és világbajnok magyar vívó, öttusázó | 1932     |
| június 4.  | Pete Rademacher                      | olimpiai bajnok amerikai ökölvívó | 1928     |
| június 5.  | Borisz Gaganelov                     | bolgár válogatott labdarúgó | 1941     |
| június 7.  | Marót Péter                          | olimpiai ezüstérmes és világbajnok magyar kardvívó | 1945     |
| június 8.  | Tony Dunne                           | Bajnokcsapatok Európa-kupája-győztes ír válogatott labdarúgó | 1941     |
| június 9.  | Földessy Ödön                        | olimpiai bronzérmes, Európa-bajnok magyar atléta, távolugró | 1929     |
| június 11. | Batai János                          | magyar válogatott röplabdázó, újságíró | 1964     |
| június 14. | Aarón Padilla Gutiérrez              | mexikói válogatott labdarúgó | 1942     |
| június 15. | Marinho                              | brazil válogatott labdarúgó, csatár, edző, olimpikon | 1957     |
| június 17. | Kárpáti György                       | olimpiai és Európa-bajnok magyar válogatott vízilabdázó | 1935     |
| június 18. | Benedek Tibor                        | olimpiai, világ- és Európa-bajnok magyar válogatott vízilabdázó, világbajnok szövetségi kapitány, International Swimming Hall of Fame-tag                                                        | 1972     |
| június 18. | Arturo Chaires                       | mexikói válogatott labdarúgó, hátvéd | 1937     |
| június 18. | Lépold Endre                         | magyar atléta, rövidtávfutó, edző, olimpikon | 1955     |
| június 20. | Mario Corso                          | olasz válogatott labdarúgó, csatár, edző | 1941     |
| június 21. | Bicskey Richárd                      | magyar pályakerékpáros, olimpikon | 1936     |
| június 22. | Pierino Prati                        | Európa-bajnok és világbajnoki ezüstérmes olasz labdarúgó, csatár, edző | 1946     |
| június 24. | Jurij Mihajlovics Gyacsuk-Sztavickij | ukrán labdarúgó, edző | 1947     |
| június 25. | John Kennedy                         | ausztrál ausztrál futballista, Australian Football Hall of Fame-tag | 1928     |
| június 25. | Massamba Kilasu                      | zairei válogatott kongói labdarúgó | 1950     |
| június 25. | Juan Ostoic                          | chilei válogatott kosárlabdázó, olimpikon | 1931     |
| június 25. | Ionuț Popa                           | román labdarúgó, edző | 1953     |
| június 26. | Theo Foley                           | ír válogatott labdarúgó, edző | 1937     |
| június 26. | William Negri                        | olasz válogatott labdarúgó | 1935     |
| június 26. | Jaroslav Pollák                      | / Európa-bajnok csehszlovák válogatott szlovák labdarúgó | 1947     |
| június 27. | Ilija Petković                       | Európa-bajnoki ezüstérmes jugoszláv válogatott szerb labdarúgó, edző | 1945     |
| június 29. | Svend Aage Rask                      | dán válogatott labdarúgókapus | 1935     |
| június 30. | Alekszandr Szergejevics Kabanov      | / olimpiai, világ- és Európa-bajnok szovjet-orosz vízilabdázó | 1948     |

### Július
| Halálozás  | Név                                  | Nemzetiség, sportág, eredmények                                                           | Születés |
| ---------- | ------------------------------------ | ----------------------------------------------------------------------------------------- | -------- |
| július 3.  | Ardico Magnini                       | olasz válogatott labdarúgó, edző                                                          | 1928     |
| július 5.  | Volodimir Mikolajovics Troskin       | / Európa-bajnoki ezüstérmes, olimpiai bronzérmes szovjet-ukrán válogatott labdarúgó, edző | 1947     |
| július 10. | Lara van Ruijven                     | világbajnok holland rövidpályás gyorskorcsolyázó                                          | 1992     |
| július 12. | Szűcs Lajos                          | olimpiai bajnok magyar válogatott labdarúgó                                               | 1943     |
| július 17. | Silvio Marzolini                     | Copa América ezüstérmes argentin válogatott labdarúgó                                     | 1940     |
| július 19. | Séllyei István                       | magyar kötöttfogású birkózó, olimpikon                                                    | 1950     |
| július 22. | Alekszandr Vlagyimirovics Ivanyickij | / olimpiai és világbajnok szovjet-orosz birkózó                                           | 1937     |
| július 24. | Ben Jipcho                           | olimpiai ezüstérmes és nemzetközösségi játékok aranyérmes kenyai atléta, futó             | 1943     |

### Augusztus
| Halálozás             | Név                        | Nemzetiség, sportág, eredmények                                                                     | Születés |
| --------------------- | -------------------------- | --------------------------------------------------------------------------------------------------- | -------- |
| augusztus 1.          | Wendy Blunsden             | ausztrál válogatott női krikettjátékos                                                              | 1942     |
| augusztus 1.          | David Darcy                | ausztrál ausztrál futballista és edző                                                               | 1943     |
| augusztus 1.          | Rickey Dixon               | amerikai amerikai futballista, College Football Hall of Fame-tag                                    | 1966     |
| augusztus 1.          | Alex Dupont                | francia labdarúgó és edző                                                                           | 1954     |
| augusztus 1.          | Vitold Anatoljevics Krejer | / olimpiai bronzérmes szovjet-orosz hármasugró                                                      | 2020     |
| augusztus 1.          | Stan Mellor                | brit zsoké                                                                                          | 1937     |
| augusztus 1.          | Harley Redin               | amerikai kosárlabda edző, női kosárlabda hírességek csarnoka tag                                    | 1919     |
| augusztus 1.          | Ross Warner                | ausztrál rögbijátékos                                                                               | 1943     |
| augusztus 2.          | Saïd Amara                 | algír válogatott labdarúgó, edző                                                                    | 1933     |
| augusztus 2.          | Jean-Louis Leonetti        | francia labdarúgó, edző                                                                             | 1938     |
| augusztus 2.          | Zsakszilik Üskempirov      | / olimpiai és világbajnok szovjet-kazah birkózó                                                     | 1951     |
| augusztus 8.          | Kasziba István             | magyar válogatott röplabdázó, edző                                                                  | 1945     |
| augusztus 12.         | Kulcsár Gergely            | olimpiai ezüst- és bronzérmes, Európa-bajnoki bronzérmes magyar atléta, gerelyhajító, edző          | 1934     |
| augusztus 14.         | Tom Forsyth                | skót válogatott labdarúgó                                                                           | 1949     |
| augusztus 16.         | Georg Volkert              | / nyugatnémet válogatott német labdarúgó, csatár                                                    | 1945     |
| augusztus 20.         | Rehus Uzor György          | világbajnoki ezüst- és Európa-bajnoki bronzérmes magyar súlyemelő, edző, erőemelő edző, játékvezető | 1946     |
| augusztus 21.         | Aldo Aureggi               | olimpiai ezüstérmes olasz vívó                                                                      | 1931     |
| augusztus 21.         | Mohamed Ben Rahím          | tunéziai válogatott labdarúgó                                                                       | 1951     |
| augusztus 21.         | Tomasz Tomiak              | olimpiai bronzérmes és világbajnoki ezüstérmes lengyel evezős                                       | 1967     |
| augusztus 22. (k. n.) | Pedro Nájera               | mexikói válogatott labdarúgó, középpályás                                                           | 1929     |
| augusztus 24.         | Cseh László                | magyar úszó, olimpikon                                                                              | 1952     |
| augusztus 24.         | Paul Wolfisberg            | svájci labdarúgó, csatár, edző, szövetségi kapitány                                                 | 1933     |
| augusztus 27.         | Kamuti László              | világbajnoki ezüstérmes magyar tőrvívó, edző, sportvezető                                           | 1940     |
| augusztus 29.         | Clifford Robinson          | amerikai kosárlabdázó                                                                               | 1966     |
| augusztus 31.         | Fritz d’Orey               | brazil autóversenyző, Formula–1-es pilóta                                                           | 1938     |

### Szeptember
| Halálozás      | Név           | Nemzetiség, sportág, eredmények                                                   | Születés |
| -------------- | ------------- | --------------------------------------------------------------------------------- | -------- |
| szeptember 3.  | Karel Knesl   | / olimpiai ezüstérmes csehszlovák válogatott cseh labdarúgó, középpályás          | 1942     |
| szeptember 6.  | Füle Antal    | magyar válogatott labdarúgó, csatár, edző, magyar bajnok (3x) és kupagyőztes (1x) | 1966     |
| szeptember 29. | Dalmati János | magyar atléta, gyalogló, olimpikon                                                | 1942     |
| szeptember 30. | John Russell  | olimpiai bronzérmes amerikai lovas                                                | 1920     |

### Október
| Halálozás   | Név             | Nemzetiség, sportág, eredmények                                                           | Születés |
| ----------- | --------------- | ----------------------------------------------------------------------------------------- | -------- |
| október 8.  | Charles Moore   | olimpiai bajnok amerikai atléta, futó                                                     | 1929     |
| október 13. | Augusto Matine  | mozambiki születésű, portugál válogatott labdarúgó, középpályás, edző                     | 1947     |
| október 24. | Stephen Owusu   | ghánai válogatott labdarúgó                                                               | 1982     |
| október 24. | Veréb Krisztián | olimpiai bronzérmes, világbajnoki ezüstérmes és Európa-bajnoki ezüstérmes magyar kajakozó | 1977     |
| október 26. | Richard Adjei   | olimpiai ezüstérmes és világbajnok német bobversenyző, amerikaifutball-játékos            | 1983     |
| október 27. | Gilberto Penayo | paraguayi válogatott labdarúgó                                                            | 1933     |
| október 29. | Slaven Zambata  | / jugoszláv válogatott horvát labdarúgó, csatár                                           | 1940     |
| október 30. | Nobby Stiles    | világbajnok és Európa-bajnoki bronzérmes angol válogatott labdarúgó                       | 1942     |

### November
| Halálozás    | Név           | Nemzetiség, sportág, eredmények                                                                            | Születés |
| ------------ | ------------- | --- | -------- |
| november 7.  | Willie Smith  | olimpiai bajnok amerikai atléta, futó                                                                      | 1956     |
| november 15. | Ray Clemence  | Bajnokcsapatok Európa-kupája-, UEFA-kupa- és UEFA-szuperkupa-győztes angol válogatott labdarúgókapus, edző | 1948     |
| november 20. | Ernesto Canto | olimpiai és világbajnok mexikói atléta, gyalogló                                                           | 1959     |

### December
| Halálozás    | Név                     | Nemzetiség, sportág, eredmények                           | Születés |
| ------------ | ----------------------- | --------------------------------------------------------- | -------- |
| december 13. | Jimmy McLane            | olimpiai és pánamerikai bajnok amerikai úszó              | 1930     |
| december 25. | Ivan Havrilovics Bohdan | / olimpiai és világbajnok szovjet-ukrán birkózó           | 1928     |
| december 26. | Jim McLean              | skót labdarúgó, csatár, edző                              | 1937     |
| december 27. | Tóbiás Veronika         | Európa-bajnok és világbajnoki bronzérmes magyar súlyemelő | 1967     |
| december 28. | Ali Csaba               | magyar úszó, olimpikon                                    | 1946     |
| december 31. | Tommy Docherty          | skót válogatott labdarúgó, edző                           | 1928     |